# Nanthild
Nanthild, även känd som Nantéchilde, Nanthechilde, Nanthildis, Nanthilde, och Nantechildis, född 610, död 642, var en frankisk drottning och regent. Hon var drottning av Neustrien och Burgund som gift med kung Dagobert I i hans tredje äktenskap, och regent under sin son kung Klodvig II:s omyndighet från 639 till 642. 
Nanthild var ursprungligen saxare och hovtjänare, och kungen försköt Gomatrud för att gifta sig med henne 629. Vid hans död blev hon sin sons förmyndare och rikets regent i samarbete med Aega. Hon föredrog att bo i Landry. För att underminera den burgundiska adelns makt gifte hon bort sin brors/systerdotter Ragnoberta till Flaochad och tvingade magnaterna och biskoparna att godkänna hans utnämning till ståthållare i Orléans. Samma år avled hon, och hennes son hamnade då under adelns inflytande.